# Campeonato Sul-Americano de Esportes Aquáticos
O Campeonato Sul-Americano de Esportes Aquáticos é uma competição bienal dos países da Consanat, e inclui  Maratona Aquática, Nado Sincronizado, Natação, Pólo Aquático e Saltos Ornamentais.

## Edições
| Ano  | Sede          | País      |
| ---- | ------------- | --------- |
| 1998 | San Felipe    | Venezuela |
| 2000 | Mar del Plata | Argentina |
| 2002 | Belém         | Brasil    |
| 2004 | Maldonado     | Uruguai   |
| 2006 | Medellín      | Colômbia  |
| 2008 | São Paulo     | Brasil    |
| 2010 | Medellín      | Colômbia  |
| 2012 | Belém         | Brasil    |
| 2014 | Mar del Plata | Argentina |

## Ligações Externas
- Site oficial da Consanat